# Susan Wallace
Susan Wallace (ur. 25 grudnia 1830 w Crawfordsville, zm. 1 października 1907 tamże) – amerykańska poetka, żona generała Lewisa Wallace’a, autora powieści Ben Hur.
Urodziła się 25 grudnia 1830 w Crawfordsville w hrabstwie Montgomery w stanie Indiana jako Susan Arnold Elston. Jej rodzicami byli Isaac Compton Elston (1794–1867) i Maria Eveline Akin Elston (1805–1874). W 1852 poślubiła Lewisa Wallace’a, który był wojskowym, uczestnikiem Wojny amerykańsko-meksykańskiej i prawnikiem, prokuratorem w Covington, Indiana. Miała z nim jednego syna, Henry’ego Lane’a Wallace’a (1853–1926). W czasie wojny secesyjnej Lewis Wallace odznaczył się obroną Waszyngtonu przed konfederatami. Po wojnie został gubernatorem Terytorium Nowego Meksyku i dyplomatą. Równocześnie Susan rozwijała swoją twórczość poetycką i podróżniczą. Wydała sześć książek The Storied Sea (1883), Ginevra, or, The Old Oak Chest, a Christmas Story (1887), The Land of the Pueblos (1888), The Repose in Egypt (1888), Along the Bosphorus and Other Sketches (1898) i The City of the King (1903). Po śmierci sławnego męża przygotowała do druku jego autobiografię. Zmarła 1 października 1907 w Crawfordsville.